# Є ідея!
«Є ідея!» (рос. «Есть идея!») — російський радянський дитячий художній фільм 1977 року, знятий режисером Володимиром Бичковим.

## Сюжет
Казково-комедійний фільм розповідає про двох винахідників:  Івана Кулібіна з XVIII століття і школяра Вовку Морковкіна.

## У ролях
- Євген Лебедєв — Іван Петрович Кулібін
- Діма Шевельов — Вовка Морковкін
- Алла Ларіонова — імператриця Катерина ІІ
- Микола Рибников — князь Потьомкін
- Михайло Пуговкін — сусід Вовки, директор радгоспу
- Борис Новиков — Ваше сіятельство
- Микола Парфьонов — Микола Парфьонов, придворний
- Настя Сергієнко — Анюта, сестра Вовки
- Едуард Купоросов — Дімка-футболіст
- Сергій Зурлов — Толя, Вовкін однокласник
- Ігор Косухін — Федя
- Віра Новікова — піонервожата
- Володимир Еренберг — академік, який приймає міст
- Олена Санько — фрейліна, вона ж «відьма в хмарах»

## Знімальна група
- Автор сценарію — Олег Сосін
- Режисер — Володимир Бичков
- Оператори — Олександр Масс, Олег Кобзєв
- Композитор — Євген Крилатов
- Художник — Ной Сендеров